# 李圭白
李圭白（1931年9月25日—），河南偃师人，生于沈阳，市政工程专家。

## 生平
1955年毕业于哈尔滨工业大学。担任哈尔滨工业大学教授，博士生导师。长期从事水处理技术的教学和科研工作。1995年当选为中国工程院土木、水利与建筑工程学部院士。

## 头衔
- 全国高等学校给水排水工程专业指导委员会顾问
- 建设部科技委员会顾问
- 中国水工业学会副理事长[1]